# Acrotaeniostola hoenei
Acrotaeniostola hoenei är en tvåvingeart som beskrevs av Erich Martin Hering 1936. Acrotaeniostola hoenei ingår i släktet Acrotaeniostola och familjen borrflugor. Inga underarter finns listade i Catalogue of Life.